# Masters of Hardcore (platenmaatschappij)
Masters of Hardcore is een platenmaatschappij die vooral darkcore, early hardcore en hardcore produceert. De maatschappij werd in 1996 in Zaandam opgericht door het dj-duo Bass D & King Matthew. Het is het grootste en bekendste hardcore platenlabel. Het label heeft een sublabel, BZRK Records, dat is opgericht door een van de artiesten, Buzz Fuzz.

## Artiesten
- Tomcat & Rudeboy
- T-Junction
- DJ Akira
- The Masochist
- Angerfist
- Nico & Tetta
- Art of Fighters
- Noisekick
- AXN
- Noize Suppressor
- Base Alert
- Noizefucker
- Out-back
- Bass D & King Matthew
- Outblast
- MC Tha Watcher
- Miss K8
- MC Nolz
- MC Syco
- DJ Bike
- Placid K
- Buzz Fuzz
- Predator
- DJ D
- Re-Style
- D-Spirit
- Rob Gee
- DaY-már
- Rotterdam Termination Source
- Digital
- Boy Serial Killaz
- Drokz
- Shadowlands Terrorists
- Endonyx
- The Stunned Guys
- DJ Mercenary
- Live: G-Town Madness
- Tommyknocker
- Syco
- Tha Watcher
- Nolz
- The Headbanger
- Up-skillz
- J.D.A.
- Vince
- King Matthew
- The Wishmaster
- Korsakoff
- Wasted Mind
- Runeforce